# Bellevue, Iowa
Bellevue là một thành phố thuộc quận Jackson, tiểu bang Iowa, Hoa Kỳ. Năm 2010, dân số của thành phố này là 2191 người.

## Dân số
Dân số qua các năm:
- Năm 2000: 2350 người.
- Năm 2010: 2191 người.